# 力石平三
力石 平三（りきいし へいぞう)、1898年 - 1975年2月16日）は芥川龍之介作の「トロツコ」（1922年）、「百合」（1922年）、「一塊の土」（1924年）の元となる作品を芥川に提供したことで知られる人物である。本名は「力石平蔵」。

## 来歴
神奈川県足柄下郡湯河原町出身。家業は石材業で、平三は高等小学校卒業後は家業に従事したが、在学中はトップに近い成績で読書好きだったという。しかし、14歳時に父、18歳時に母が死去した。22歳の時に近くの2歳下の女性と親しくなり（先方の親が交際に否定的だったため）、二人で「駆け落ち」の形で上京した。相手も力三同様に文学好きで、そろって芥川家に出入りするようになった（後に結婚）。芥川は書簡で力三と思われる人物の就職斡旋を依頼したり、力三は芥川が湯河原で湯治をする際の手配、芥川の自宅の家政婦の手配をするなど、両者は親しい関係を築く。平三は芥川の斡旋により校正の仕事に就いたこともあった。
本人の作品としては1926年（大正15年）第1回『文藝春秋』懸賞小説募集に「父と子と」を「力石平三」の名で応募し『文藝春秋』大正15年2月号の創作欄に掲載された。
戦後は横浜市の運輸会社に一時期勤務した後、子孫に囲まれて余生を送った。